# Nanoplax
Nanoplax is een geslacht van kreeftachtigen uit de klasse van de Malacostraca (hogere kreeftachtigen).

## Soort
- Nanoplax xanthiformis (A. Milne-Edwards, 1880)